# Phyllomacromia nigeriensis
Phyllomacromia nigeriensis là loài chuồn chuồn trong họ Macromiidae. Loài này được Gambles mô tả khoa học đầu tiên năm 1971.